# 지움 문자
지움 문자(delete character) 또는 지움(delete) 제어 문자(DEL 또는 rubout)는 ASCII 레퍼토리의 마지막 문자이며 코드 번호는 127이다. 아무 것도 하지 않은 채 종이 테이프의 유효하지 않은 문자를 삭제하기 위해 고안되었다. 캐럿 표기법에서는 ^?로 표기하며, 유니코드에서는 U+007F로 표기한다.
터미널 에뮬레이터는 ← Backspace 키 또는 Control+← Backspace 또는 Control+?을 입력할 때 DEL을 생성한다.

## 같이 보기
- 백스페이스